# Tatsumi International Swimming Centre

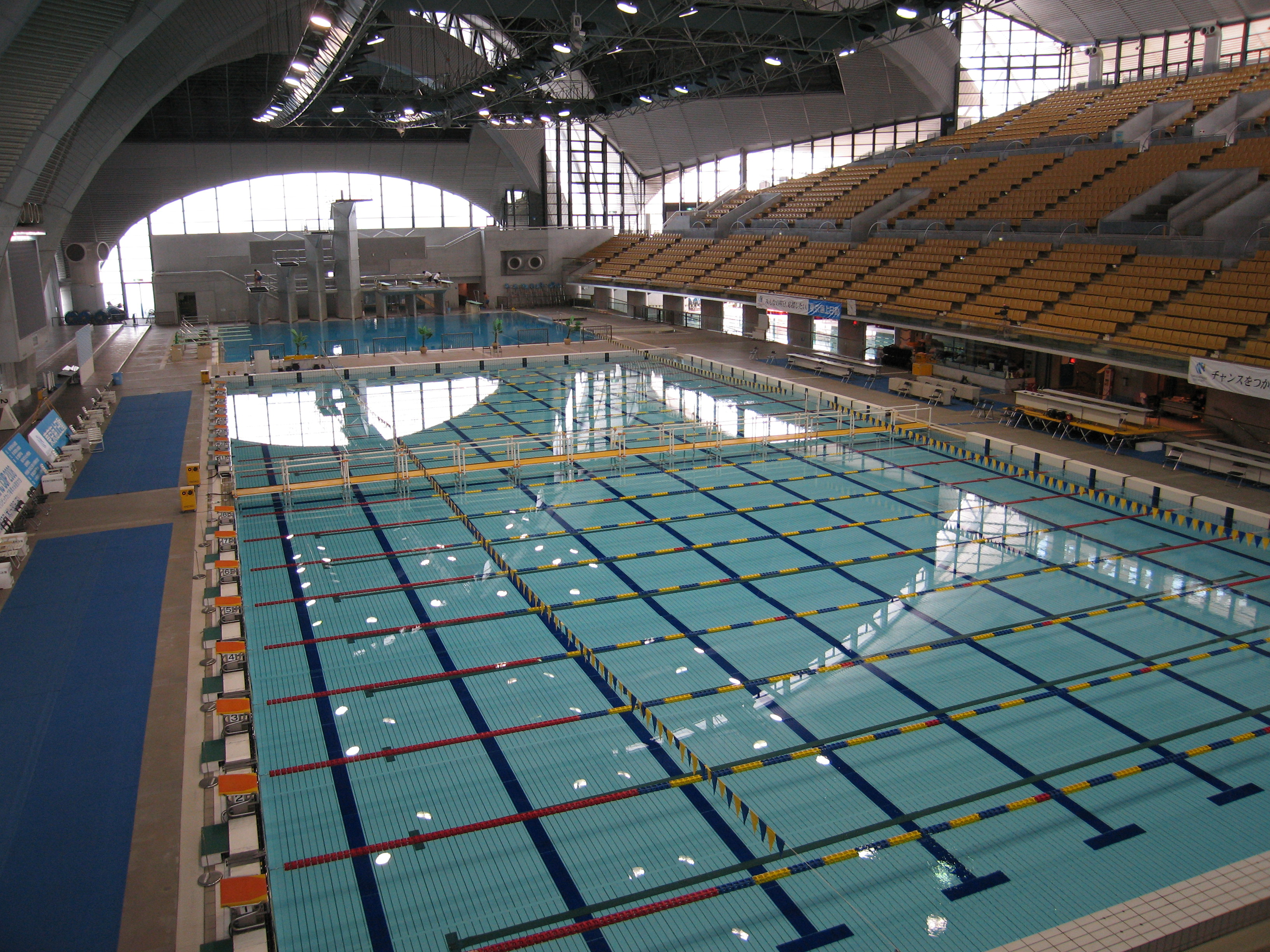

Das Tatsumi International Swimming Centre (japanisch 東京辰巳国際水泳場, Tōkyō Tatsumi Kokusai Suieijō) ist eine Schwimmhalle im Süden der japanischen Hauptstadt Tokio im Bezirk Kōtō.
Die 1993 eröffnete Schwimmhalle ist größtenteils aus Stahlbeton gebaut. Das Dach, welches aus einer Stahlrohrkonstruktion besteht, stellt hierbei eine Ausnahme dar.
Das Tatsumi International Swimming Centre ist der Austragungsort der japanischen Schwimmmeisterschaften. Bei den Olympischen Spielen 2020 fanden in der Halle die Wasserballturniere statt. Während dieser Zeit verfügte die Halle über 5000 Plätze und trug den Namen Tatsumi Water Polo Centre.